# Åreskutan
Åreskutan és una muntanya que s'eleva fins als 1.420 metres d'altura a Åre, Jämtland al centre de Suècia, tractant-se d'una de les muntanyes més conegudes d'aquest país. A la muntanya (i al municipi de Åre) s'accedeix fàcilment amb tren. El massís muntanyós compta amb la zona d'esquí més gran a Suècia.
Del 3 al 18 de febrer de 2007, Åre va ser l'amfitrió del Campionat del Món d'Esquí Alpí de la FIS d'aquest any. El 1999, va ser la seu d'un Campionat Mundial de Ciclisme de Muntanya.